# Betula pubescens
La betulla pelosa o betulla pubescente (Betula pubescens Ehrh., 1789) è una pianta della famiglia Betulaceae.

## Descrizione
È un albero che può raggiungere i 25m di altezza. Il tronco è eretto, i rami non penduli e vellutati sono più grossi ma meno numerosi di Betula pendula.

## Distribuzione
È tipica dei climi freddi europei. In Italia vive sulle Alpi fino a 2200 m s.l.m.